# Physopleurus villardi
Physopleurus villardi là một loài bọ cánh cứng trong họ Cerambycidae.